# Hans von Poellnitz
Hans von Poellnitz, a właściwie Johannes Heinrich August Friedrich von Poellnitz (ur. 24 czerwca 1876 w Berlinie, zm. 30 stycznia 1953 we Fryburgu Bryzgowijskim) – niemiecki architekt, aktywny na Śląsku, Słowacji i w Niemczech, związany z koncernem Ballestremów.

## Życiorys
Hans von Poellnitz pochodził ze szlacheckiej rodziny von Poellnitz z Turyngii. Ukończył studia na Politechnice w Charlottenburgu i Karlsruher Institut für Technologie. Od 1900 roku pracował w budowlanej służbie państwowej w różnych rejonach Niemiec, zdobywając kolejne uprawnienia zawodowe. W 1903 roku zdał drugi egzamin na królewskiego pruskiego budowniczego rządowego (niem. Königlich Preußischer Regierungsbaumeister), po czym objął odpowiednie stanowisko w Hanowerze. Wtedy to poznał swą późniejszą żonę, Carlę Weste, z którą się ożenił w 1905 roku. Z tego związku pochodziło troje dzieci: córka i dwóch synów.

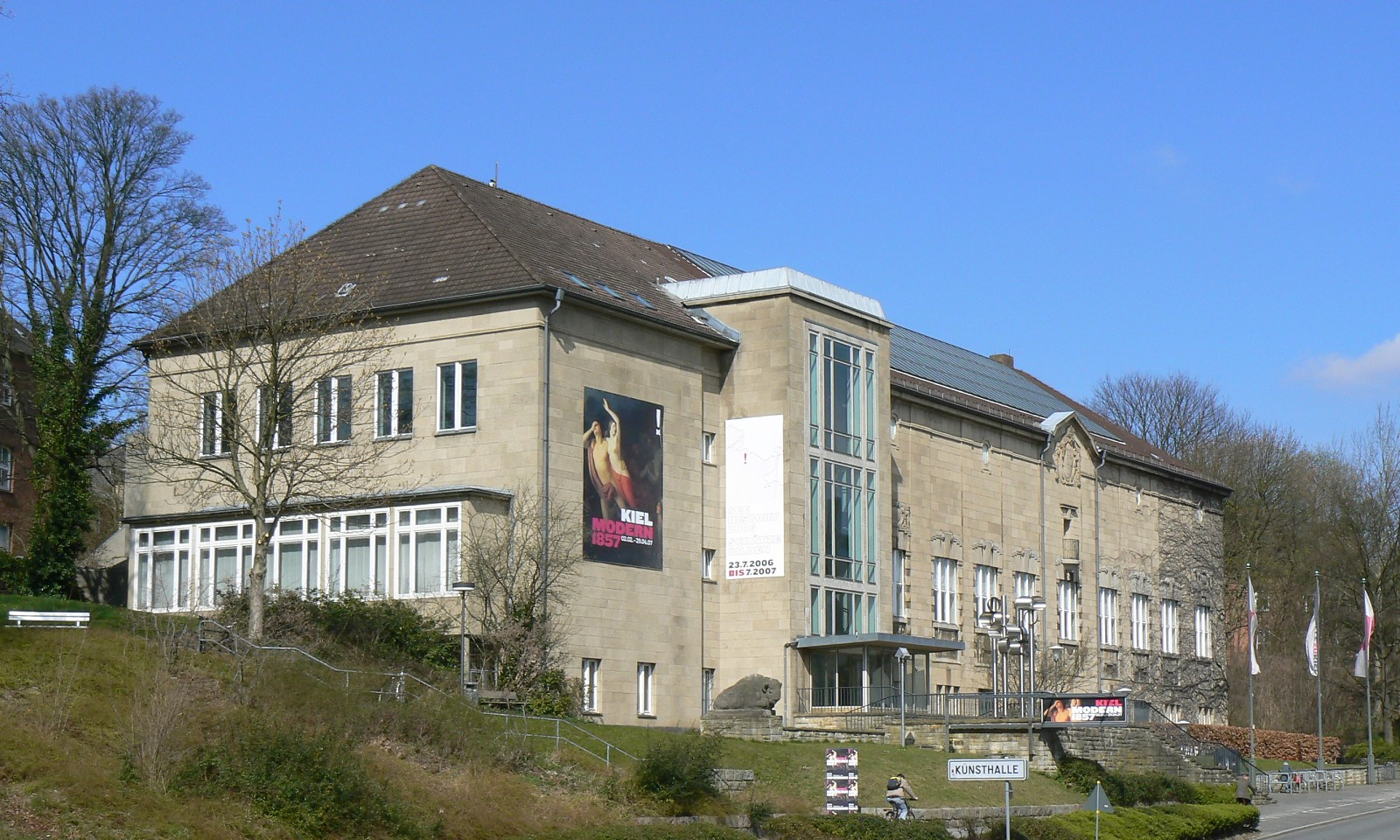
Hala sztuki (niem. Kunsthalle Kiel) w roku 2007, której budowę nadzorował Poellnitz

W krótki czas później objął kierownictwo budowy dwóch kościołów w pruskim wówczas Poznaniu, a w 1907 roku kierownictwo budowy muzeum sztuki w Kilonii (niem. Kunsthalle Kiel). Jednakże już w następnym roku wystąpił ze służby państwowej i aplikował na nowo stworzone stanowisko kierownika zarządu budów w koncernie Ballestremów (niem. Leiter der Ballestremschen Bauverwaltung), jednego z największych konglomeratów przemysłowych na Górnym Śląsku. Wygrał ten konkurs i z tej racji zasiadał również w zarządzie koncernu aż do 1938 roku, kiedy to odszedł na emeryturę.
Do obowiązków kierownika zarządu budów w koncernie Ballestremów należało przede wszystkim projektowanie prawie wszystkich projektów przemysłowych, ale i prywatnych rodziny Ballestrem, jak również i nadzór nad ich realizacją. Projektował więc instalacje i budynki przemysłowe, budynki mieszkalne i rezydencyjne, kościoły, mieszkania i kolonie robotnicze wraz z całą infrastrukturą (np. szkoły, przedszkola, łaźnie itd.) Jego ostatnim projektem, którego planowaniem zajmował się w latach 1937–1938, była nowa monumentalna centrala koncernu. Miała ona powstać w Gliwicach, ale ze względu na wybuch II wojny światowej plany te nigdy nie zostały zrealizowane.
Po wojnie zamieszkał we Fryburgu Bryzgowijskim na południowym zachodzie Niemiec. Tam zmarł w 1953 roku.

## Wybrane projekty
1. Budynki i dzielnice mieszkalne dla pracowników koncernu w Rudzie Śl, Mikulczycach, i Rokitnicy wraz pełną infrastrukturą (szkoły, łaźnie, przedszkola)
2. Dom mieszkalny dyrektora kopalni „Franciszek” w Rudzie Śl
3. Mauzoleum Pielera na cmentarzu parafialnym w Rudzie Śl.
4. Pałacyk łowiecki opodal Kunerad na Słowacji budowany w latach 1914–1916
5. Neobarokowy kościół pw. św. Augustyna w Kostowie z 1911 r.
6. Neogotycki kościół parafialny pw. Wniebowzięcia NMP w Zabrzu-Biskupicach wybudowano w latach 1928–1929
7. Budynek zarządu koncernu Ballestremów w Gliwicach (1921/22), obecnie siedziba Wojewódzkiego Sądu Administracyjnego.

## Galeria

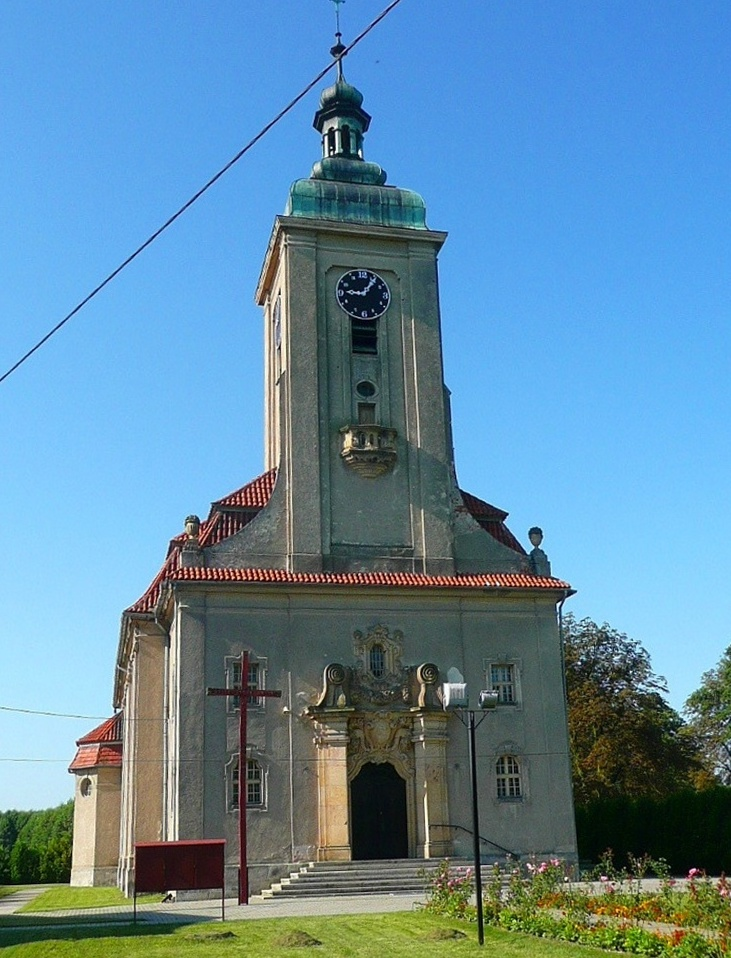
Kościół św. Augustyna w Kostowie
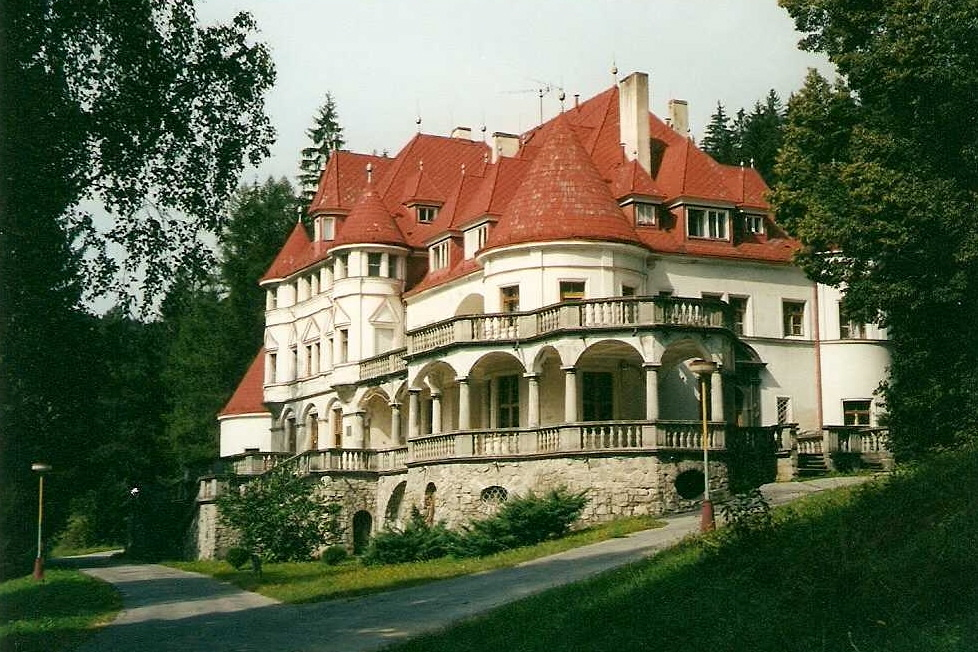
Zamek Kunerad na Słowacji w 2001 r.
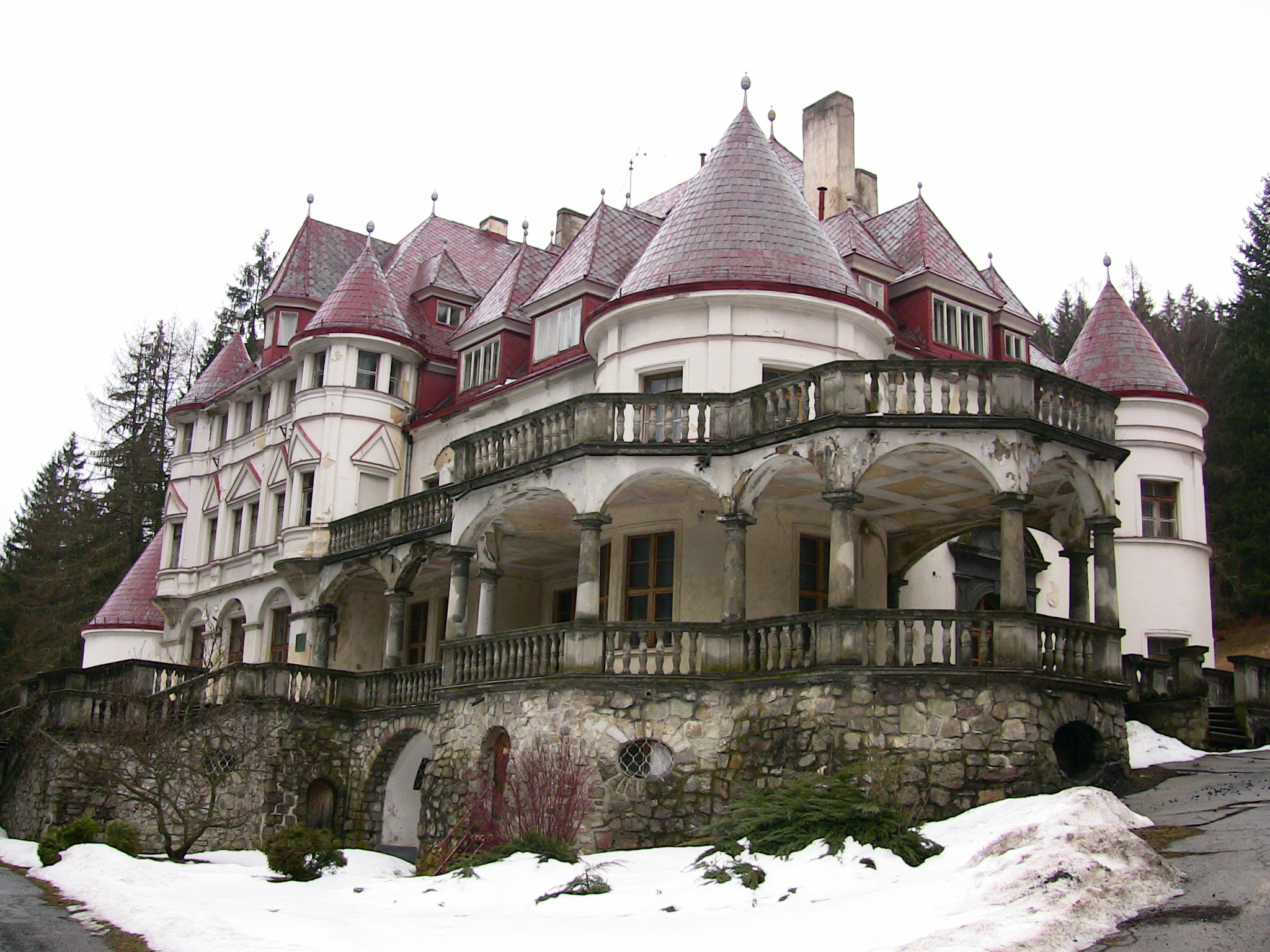
Zamek Kunerad na Słowacji w 2009 r.
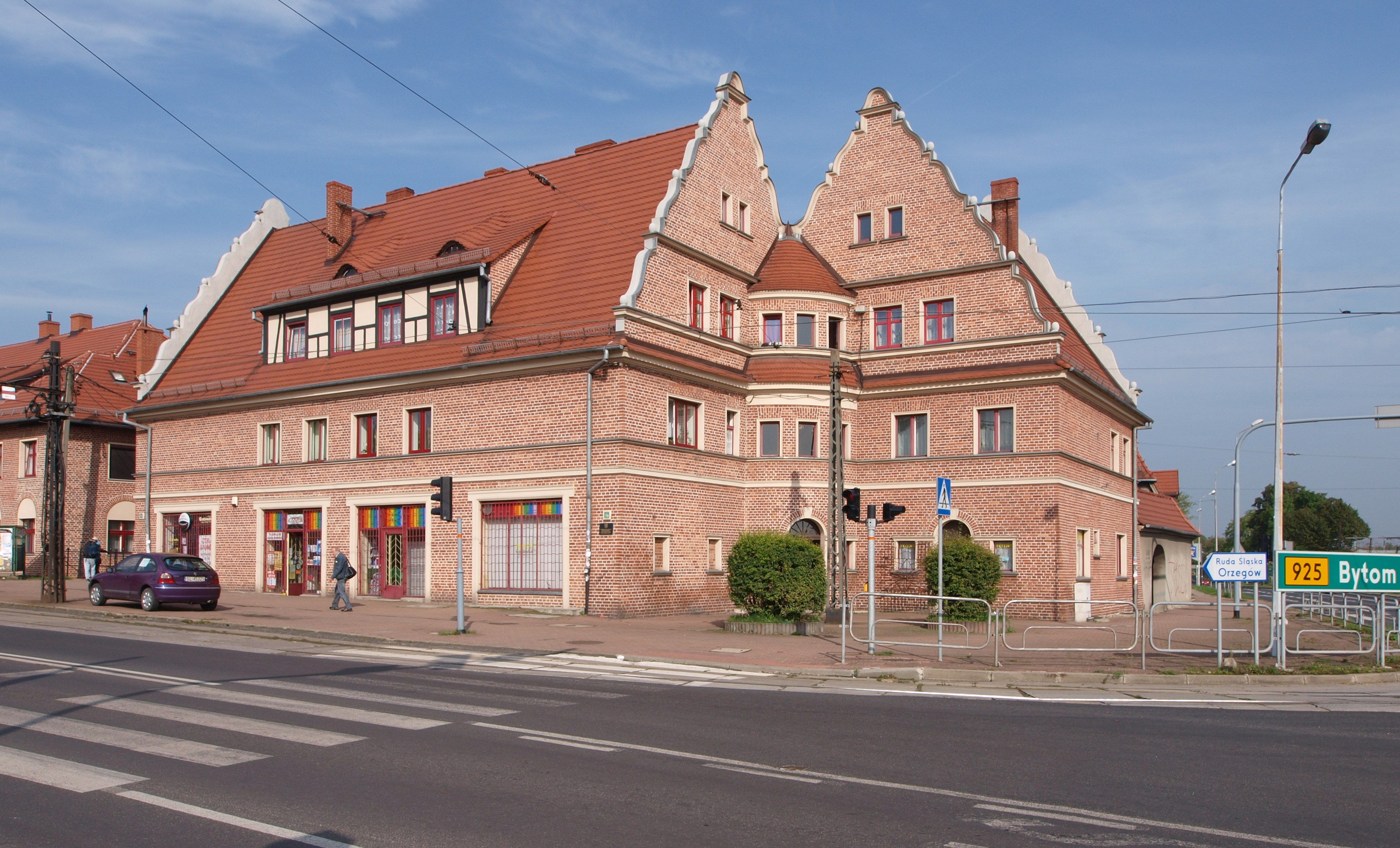
Ruda: dawna kolonia robotnicza Karol Emanuel
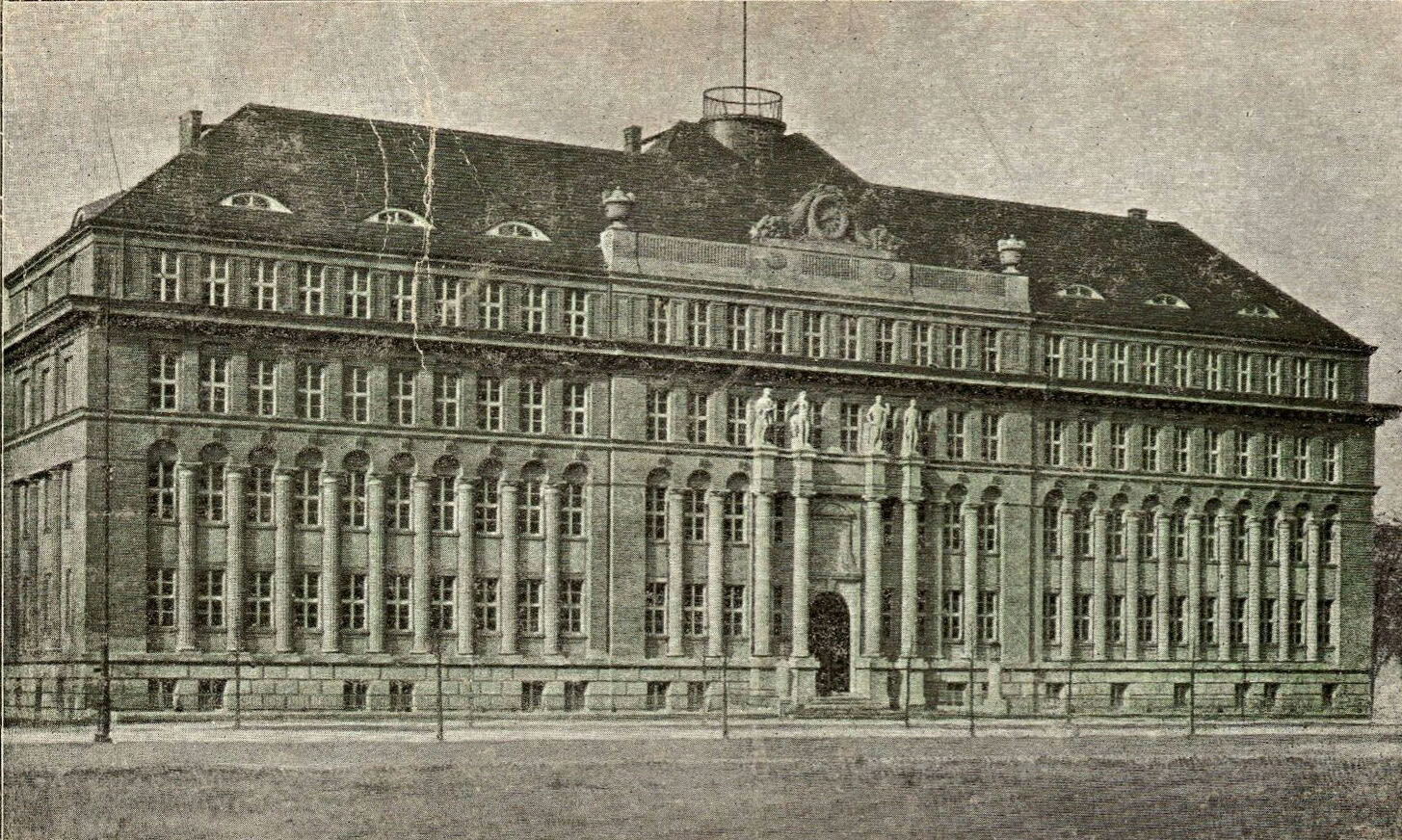
Budynek zarządu koncernu Ballestremów wkrótce po ukończeniu budowy.
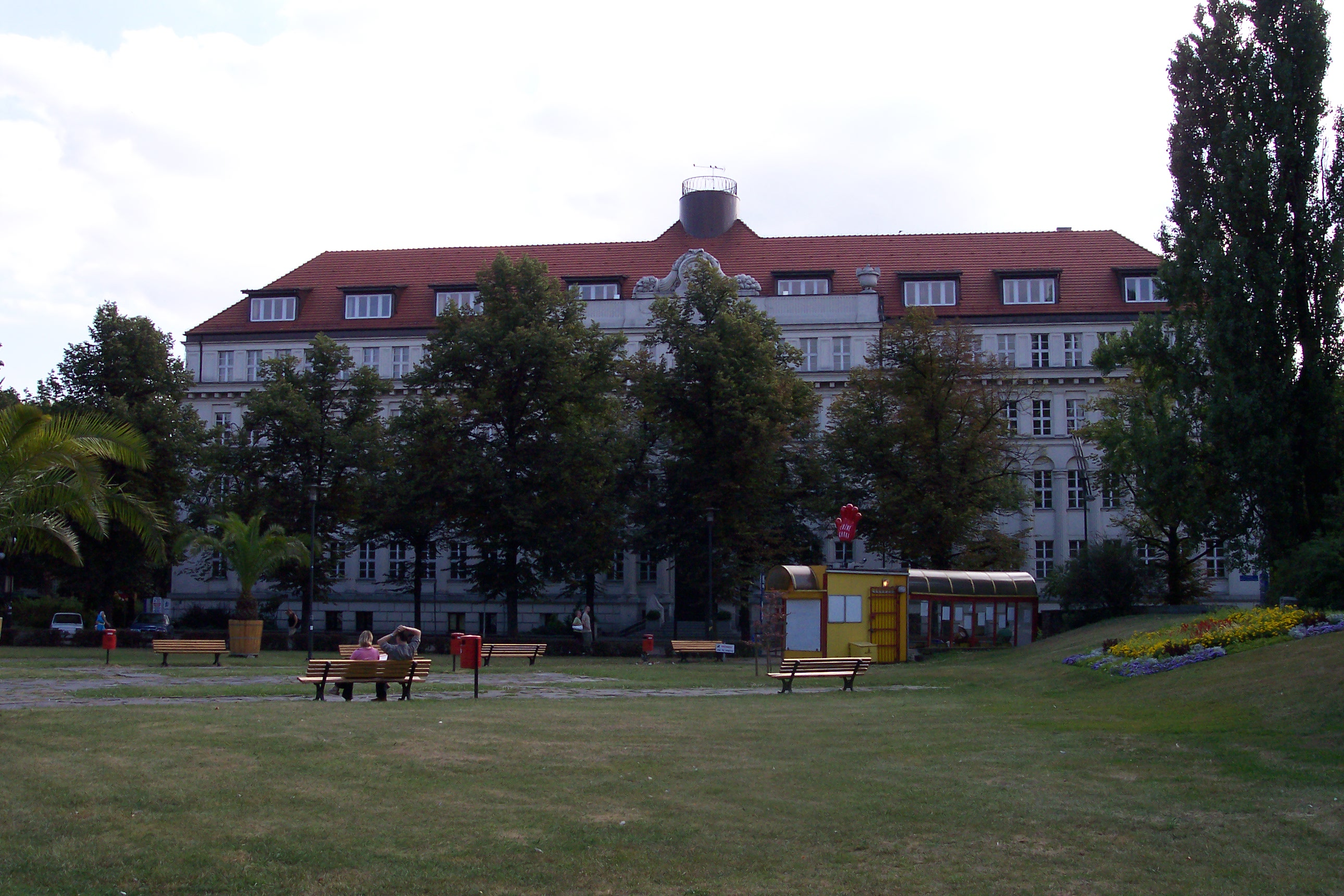
Była siedziba zarządu koncernu Ballerstremów w Gliwicach (1921-22)
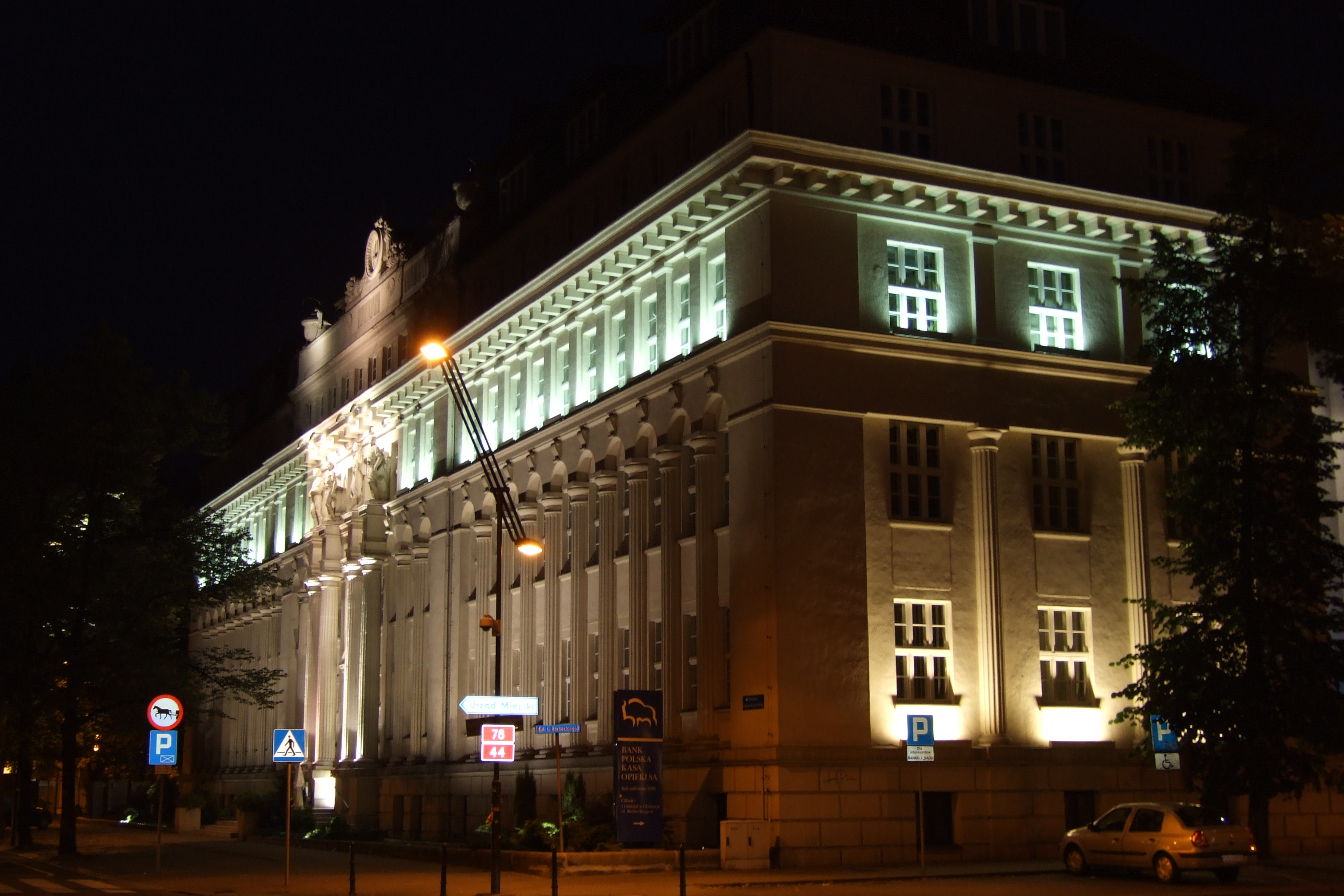
Wojewódzki Sąd Administracyjny w Gliwicach oświetlony nocą
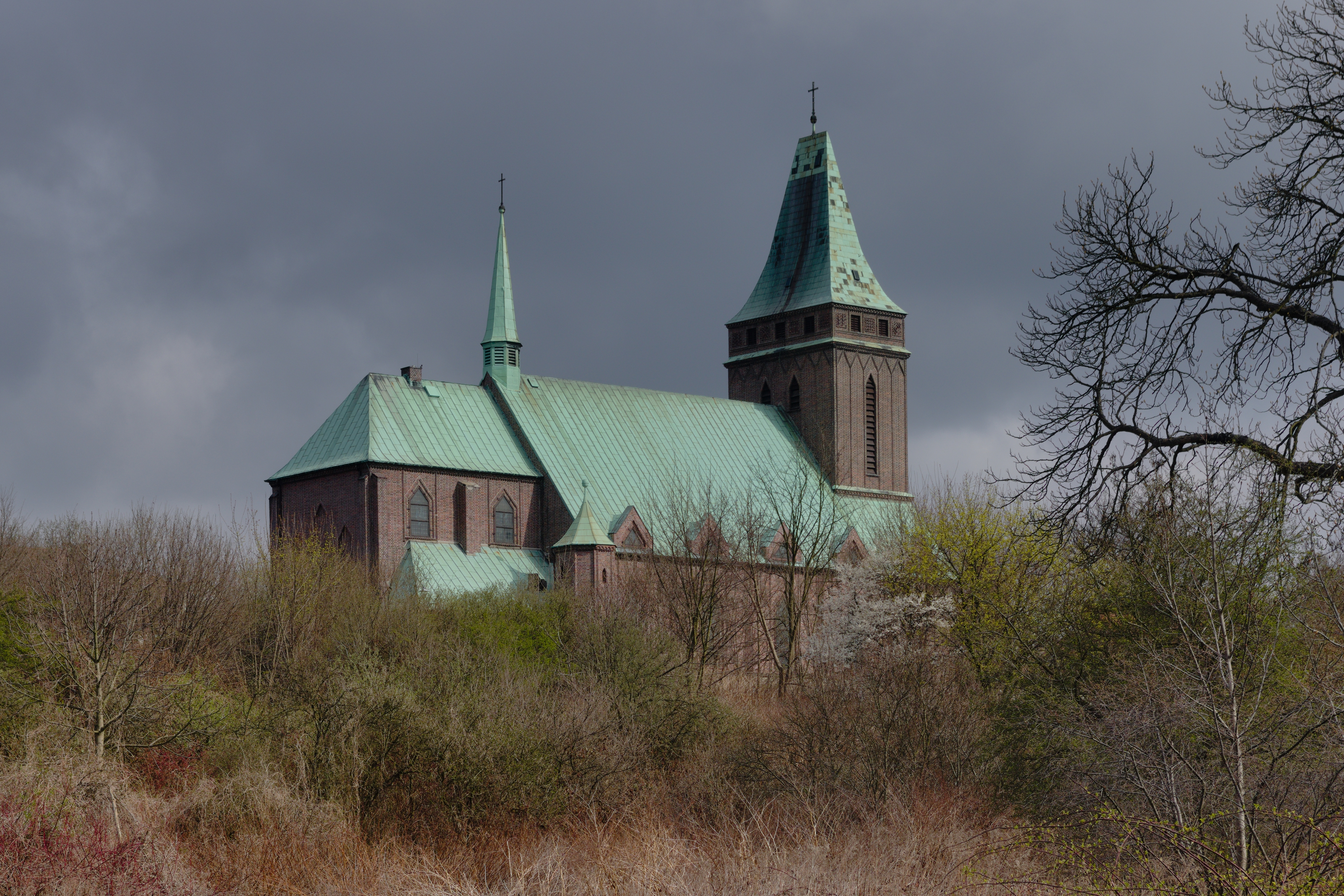
Kościół parafialny pw. Wniebowzięcia NMP w Zabrzu-Biskupicach